# Amata henrici
Amata henrici är en fjärilsart som beskrevs av Rothschild 1910. Amata henrici ingår i släktet Amata och familjen björnspinnare. Inga underarter finns listade i Catalogue of Life.